# Feketehasú pusztaityúk
A feketehasú pusztaityúk (Pterocles orientalis) a madarak (Aves) osztályának pusztaityúk-alakúak (Pteroclidiformes) rendjébe, ezen belül a pusztaityúkfélék (Pteroclididae) családjába tartozó faj.

## Előfordulása
Spanyolország, Portugália, Oroszország, Ciprus, Törökország, Azerbajdzsán, Kazahsztán, Kirgizisztán, Tádzsikisztán, Türkmenisztán, Üzbegisztán, Izrael, Jordánia, Afganisztán, Pakisztán, Kína, India, Irán, Irak, Kuvait, Szaúd-Arábia, Algéria, Egyiptom, Líbia, Marokkó, Szíria és Tunézia területén honos. Kóborlásai során eljut Bahreinbe, Belgiumba, Németországba, Görögországba, Libanonba, Máltára és Nepálba is.

## Alfajai
- Pterocles orientalis orientalis
- Pterocles orientalis aragonica
- Pterocles orientalis arenarius
- Pterocles orientalis bangsi

## Megjelenése
Testhossza 33-39 centiméter.
|  |

## Szaporodása
|  |